# 오세봉
오세봉(吳世鳳, 1957년 12월 24일~2024년 4월 18일)은 대한민국의 정치인이다. 제8·9대 강원도의원(2010. 7.~2018. 6.)을 지냈다.

## 경력
- 강동초등학교 졸업
- 국회의원 정책보좌관
- 국회의원 입법비서관
- 중앙선거대책위원회 강원도 본부장
- 제8대 강원도의회 전반기 송전탑피해대책위원장
- 제8대 강원도의회 전반기 경제건설위원회 부위원장
- 제8대 강원도의회 전반기 의회운영위원회위원
- 제8대 강원도의회 후반기 2018평창동계올림픽지원특별위원회 위원장
- 제9대 강원도의회 의원
- 제9대 전반기 강원도의회 기획행정위원회 위원

## 역대 선거 결과
|  | 25.90% |

|  | 9.23% |

|  | 42.82% |

|  | 57.36% |

|  | 17.92% |